# Klaus Wendt
Klaus Wendt (* 10. Februar 1957 in Wiesbaden) ist ein deutscher Physiker.
Wendt wurde 1985  an der Johannes Gutenberg-Universität Mainz bei Ernst-Wilhelm Otten promoviert (wobei er vorher fünf Jahre am CERN verbrachte) und habilitierte sich dort 1999. Einen Ruf auf eine Professur am Institut für Isotopenphysik der Universität Wien lehnte er 2006 ab. Er ist seit 2007 außerplanmäßiger Professor an der Universität Mainz.
Er befasst sich auch mit Physikdidaktik (Lehrerausbildung, Lehre mit digitalen Medien, Virtual Reality Experimente) und öffentlicher Präsentation von Physik (neben Schulen auch in Theatern, Bibliotheken u. a.). Dazu gründete er 2002 das NaT-Lab Physik an der Universität Mainz.
2022 erhielt er den Robert-Wichard-Pohl-Preis insbesondere für seine herausragenden Arbeiten auf dem Gebiet der Atom- und Kernphysik sowie der Spurenanalytik, wie auch für die Entwicklung von Lasersystemen, die inzwischen weltweit in Verwendung sind (Laudatio). Außerdem wurde sein Engagement in der Physikdidaktik hervorgehoben.